# 한미 자유 무역 협정
한미 자유 무역 협정(韓美自由貿易協定, 영어: United States–Korea Free Trade Agreement) 또는 약칭으로 코러스 FTA(영어: KOR-US FTA)는 대한민국과 미합중국이 양국간 무역 및 투자를 자유화하고 확대할 목적으로 체결한 자유 무역 협정(FTA)이다. 또한 한미 자유 무역 협정의 정식 명칭은 "대한민국과 미합중국 간의 자유무역협정"이다. 또한 1989년 미국 국제무역위원회(USITC)의 보고서 ‘아태지역국가들과의 FTA 체결에 대한 검토 보고서’에서 미합중국에게 바람직한 FTA 대상 국가로 싱가포르, 대한민국, 중화민국을 꼽으면서 한-미 FTA 체결에 대한 논의가 시작되었고, 2006년 2월 3일, 양국이 한·미 FTA 협상 출범을 공식 선언한 후 2007년 4월 2일, 14개월간의 긴 협상을 마치고 최종 타결하였다. 이후 2007년 5월 25일에 협정문 내용이 공개되었다. 2011년 11월 22일에 한미FTA 비준안이 대한민국 국회 본회의를 통과하였다.

## 협상자
2006년 2월 3일, 양국은 FTA 협상을 공식화하면서 대한민국은 김현종 외교통상부 통상교섭본부장을, 미국측은 로버트 포트만 미국 무역대표부(USTR) 대표를 협상 대표로 선임하였다. 실무자 수석대표로는 대한민국은 김종훈 대사와 미국은 웬디 커틀러(Wendy Cutler) 미 무역대표부 한국 일본 APEC 대표보가 맡았다. 외신기자들은 이번 협상을 "웬디와 종훈의 전쟁(Battle rounds by Wendy and Jong-Hoon)'으로 불렀다. 김종훈 대사만 외무고시 출신의 외교관이며, 나머지 셋은 모두 미국 변호사이다. 이후 2007년 8월 김종훈 대사가 통상교섭본부장으로 승진, 협상 대표가 되었고 이명박 대통령 취임 이후에도 협상의 연속성 등이 감안되어 유임되었다.

## 4대 선결조건
2006년 2월 3일, 당시 대한민국 제16대 대통령 노무현은 미국과의 FTA를 본격화하기 위해 야당 및 여론의 반대에도 불구하고 미국 측이 요구한 소위 '4대 선결조건'을 수용하였다. 하지만 최초에는 이것이 반대파들의 말 지어내기라고 부인하였으나 미국 측 대표가 협상중 관련 사항을 언급 한 후 결국 인정함으로써, 소위 '4대 선결조건'은 사실로 드러났다. 4대 선결조건은 다음과 같다 :
- 미국산 쇠고기 수입 재개
- 배출가스 강화 기준 2009년까지 철폐
- 스크린 쿼터 축소
- 약값 재평가 제도 철폐

반대 측은 이것만 봐도 한미 FTA는 굴욕 협상이라고 주장했다.

## 경과

### 2004년 이전
- 1989년 - 미국 국제무역위원회(USITC)의 보고서 '아태지역국가들과의 FTA 체결에 대한 검토 보고서'에서 미국에게 바람직한 FTA 대상국가로 싱가포르, 대한민국, 중화민국을 꼽으면서 한-미 FTA 체결에 대한 논의 시작
- 1999년 6월 - 주한 미국상공회의소(AMCHAM)는 미국 빌 클린턴 전 대통령에게 한미 FTA 체결을 촉구하는 서한을 송부함
- 2000년 - 미 상원의원인 보커스는 USITC에 한미 FTA의 경제적 효과에 대한 연구보고서를 의회에 제출하도록 요청
- 2001년 1월 - 제14차 한미 재계회의에서 양국은 BIT와 FTA의 조속한 체결 촉구
- 2003년 8월 - "FTA 추진 로드맵" 마련: 중장기적 과제로 미국 등 거대경제권과의 FTA 추진을 상정
- 2004년 5월 - USTR 부대표, 한미 FTA 체결에 관심 표명
- 2004년 11월 - 양국 통상장관회담(칠레)에서 FTA 추진 가능성 점검을 위한 사전실무점검회의 개최에 합의

### 2005년
- 2005년 2월 3일 - 한미 FTA 사전실무점검회의 제1차 회의 개최(서울)
- 2005년 3월 28~29일 - 한미 FTA 사전실무점검회의 제2차 회의 개최(워싱턴)
- 2005년 4월 28~29일 - 한미 FTA 사전실무점검회의 제3차 회의 개최(워싱턴)
- 2005년 5월 2일 - OECD 각료이사회 계기 한-미 통상장관회담 (파리)
- 2005년 6월 3일 - APEC 계기 한-미 통상장관회담 (제주)
- 2005년 9월 - 미 행정부, 한국 등 4개국을 FTA 우선협상대상국으로 선정
- 2005년 9월 20일 - 한미 통상장관회담 (워싱턴)
- 2005년 10월 11일 - 한미 통상장관회담 (제네바)
- 2005년 10월 - 한미 FTA 4대 선결조건 약값 재평가 제도 개정 중단 선언
- 2005년 11월 - 한미 FTA 4대 선결조건 배출가스 강화 기준 수입차 적용 유예안 발표
- 2005년 11월 16일 - APEC 계기 한-미 통상장관회담 (부산)

### 2006년
- 2006년 1월 - 한미 FTA 4대 선결조건 미국산 쇠고기 금수조치 해제, 스크린쿼터 146일에서 73일로 축소
- 2006년 1월 18일 - [노무현 대통령] 대한민국 대통령의 신년 연설 ("우리 경제의 미래를 위해서 앞으로 미국과도 자유 무역 협정을 맺어나가야 합니다.")
- 2006년 2월 3일 - 한미 FTA에 관한 첫 협상 선언 (미국 워싱턴)
- 2006년 3월 6일 - 한미 FTA 1차 비공식 사전준비협의
- 2006년 4월 17~18일 - 한미 FTA 2차 비공식 사전준비협의
- 2006년 6월 5~9일 - 한미 FTA 1차 공식협상 (미국 워싱턴)
- 2006년 7월 10~14일- 한미 FTA 2차 공식협상 (대한민국 서울)
- 2006년 9월 6~9일 - 한미 FTA 3차 공식협상 (미국 시애틀)
- 2006년 10월 23~27일 - 한미 FTA 4차 공식협상 (대한민국 제주도)
- 2006년 12월 4~8일 - 한미 FTA 5차 공식협상 (미국 몬태나주)

### 2007년
- 2007년 1월 15~19일 - 한미 FTA 6차 공식협상 (대한민국 서울)
- 2007년 2월 11~14일 - 한미 FTA 7차 공식협상 (미국 워싱턴)
- 2007년 3월 8~12일 - 한미 FTA 8차 공식협상 (대한민국 서울)
- 2007년 3월 19~22일 - 한미 FTA 고위급 협상 개최 (미국 워싱턴)
- 2007년 3월 26일~4월 2일 - 한미 FTA 통상장관 회의 개최 (미국 워싱턴)
- 2007년 4월 2일 - 한미 FTA 협상타결, 16대 대통령 대한민국 대통령 대국민 특별담화문 발표
- 2007년 5월 25일 - 타결된 협상문 원문 공개
- 2007년 5월 29일~6월 6일 - 법률검토회의 (미국 워싱턴)
- 2007년 6월 21~22일 - 추가협의 (대한민국 서울)
- 2007년 6월 25~26일 - 추가협의 (미국 워싱턴)
- 2007년 6월 29일 - 추가협상 타결
- 2007년 6월 30일 - 한미 FTA 서명 (미국 워싱턴)
- 2007년 9월 7일 - 한미 FTA 비준동의안 대한민국 17대 국회 제출

### 2008년 ~ 2009년
- 2008년 10월 8일 - 한미 FTA 비준동의안 대한민국 18대 국회 제출
- 2008년 12월 18일 - 한미 FTA 비준동의안 대한민국 국회 외교통상통일위원회 상정[12]
- 2009년 4월 22일 - 한미 FTA 비준동의안 대한민국 국회 외교통상통일위원회 통과

### 2010년
- 2010년 11월 8~10일 - 한미 FTA 통상장관회의 개최 (대한민국 서울)
- 2010년 11월 12일 - G20 서울 정상회의 종료. 버락 오바마 미국 대통령은 자동차 문제가 최종 쟁점임을 시사.[13]
- 2010년 11월 30일~12월 3일 - 한미 FTA 통상장관회의 개최 (미국 메릴랜드주 콜럼비아시)
- 2010년 12월 3일 - 재협상안 타결

### 2011년
- 2011년 2월 10일 - 한미 FTA 재협상 합의문서 서명 및 교환
- 2011년 5월 4일 - 한국어 오역 논란으로 대한민국 국회 외교통상통일위원회 한미 FTA 비준동의안 철회
- 2011년 6월 3일 - 한미 FTA 비준동의안 대한민국 국회 제출
- 2011년 9월 16일 - 한미 FTA 비준동의안 대한민국 국회 외교통상통일위원회 상정
- 2011년 10월 3일 - 한미 FTA 이행법안의 미국 의회 제출
- 2011년 10월 5일 - 미국 하원 세입위원회 한미 FTA 이행법안 통과
- 2011년 10월 11일 - 미국 상원 재무위원회 한미 FTA 이행법안 통과
- 2011년 10월 12일 - 미국 하원 전체회의 한미 FTA 이행법안 통과 (찬성 278, 반대 151, 기권 5), 미국 상원 전체회의 한미 FTA 이행법안 통과 (찬성 83, 반대 15)
- 2011년 10월 21일 - 버락 오바마 미국 대통령 한미 FTA 이행법안 서명 (미국측 비준절차 완료)
- 2011년 11월 22일 - 한미 FTA 비준안 대한민국 국회 본회의 통과[14]

## 협상 결과
이번 한미 FTA의 협상 결과, 상품 분야에서는 전체 94% 수준의 수입량에 대해 관세를 조기 철폐(즉시 혹은 3년 이내 철폐)하기로 했다. 미국이 FTA를 체결한 호주와의 상품 분야 즉시 철폐 비중은 81%이고, 싱가포르 79%, 모로코 77%였기에, 매우 높은 점수의 개방율을 보였다.
그러나, 서비스 분야는 미흡하다는 평가가 나왔다. 노무현 대통령도 이 부분을 지적했으며, 통상 전문가들로 이뤄진 FTA 교수연구회는 2007년 4월 4일 열린 한미 FTA 평가 설명회에서, 이번 협상 결과에 대해 "중상급"의 점수를 줬지만, 서비스 분야의 개방 수준은 미흡하다고 꼬집었다. 같은 달 영국의 파이낸셜타임스 지도 서비스 분야가 대폭 축소된 점 등을 주목해 "이번 한·미 FTA 협상은 빅딜이 아니다"라고 평가 절하하기도 했다.

### 쌀개방 문제
한국에서는 경쟁력이 없는 쌀시장 개방에 대한 농민들의 항의 집회와 시위가 끊이지 않았고, 정부는 쌀개방이 되면 FTA 협상은 결렬될 것이라고 누차 강조하였다. 이에 한국은 쌀개방을 원한다면 존스 법에 의해 보호되고 있는 미국의 조선업을 개방하라고 요구하자 미국은 쌀 개방 요구를 거둬들였다.

### 법률 시장 개방
한미 FTA의 결과, 3단계로 법률시장이 개방된다.
- 1단계 개방: 협정발효전까지 시행. 외국 로펌의 국내 설립 허용. 외국법 자문만 허용. 사건수임은 금지.
- 2단계 개방: 협정발효 2년 후부터 시행. 외국 로펌과 국내 로펌의 협약체결 및 공동으로 사건수임 가능.
- 3단계 개방: 협정발효 5년 후부터 시행. 외국 로펌의 국내 변호사 고용 허용.

## 추가 협상 결과(2010.12.5)
추가 협상에서 자동차부품이 최대 수혜업종으로 꼽힌다. 당초 협의대로 부품 관세는 즉시 철폐가 관철됐기 때문이다.섬유, 항공·해운 등도 대미 수출 비중이 높은 만큼 쌍수를 들고 환영하는 분위기다. 전자, 철강 등 다른 업종에는 큰 영향이 없을 것으로 보여 '실보다는 득이 많다는 것'이 국내 기업들의 반응이다.이에 따라 전국경제인연합회, 대한상공회의소, 한국무역협회, 중소기업중앙회, 전국은행연합회 등 국내 주요 경제단체들도 논평을 내고 한미 F.T.A 타결에 따른 환영과 기대감을 나타냈다.
2010년 12월 5일 한미 FTA 추가 협상이 타결되었다. 협상내용면에서 대한민국측이 양보했다는 비판이 나오던 가운데 특히 미국측이 요구해오던 자동차 부분이 대부분 수용됐다. 타결된 자동차 협상의 주요 내용은 "미국에서 한국차에 대한 관세 철폐 이후 한국차의 판매량이 급증할 경우 미국측이 긴급 수입제한 조치를 취할 수 있다", "한국에 수입되는 미국차는 25,000대 이상 판매되는 차량만 안전검사 기준을 적용한다"등이 있다. 한국에 판매되는 미국차중 가장 많이 팔리는 모델이 1만대가 되지 않기 때문에 사실상 안전검사 기준을 완전 철폐했다고 볼 수 있다는 지적이 일었다. 이에 대해 연평도 포격 사건 이후로 서해상에서 열린 한미 연합 훈련 등과 연관된 것이 있지 않느냐는 의혹이 제기되고 있다. 특히 미국의 언론 월스트리트저널은 "한국이 갑자기 입장을 바꿔 FTA 협상이 타결됐다"고 보도하여 이러한 논란을 증폭시켰다. 이어 "한국 협상단은 FTA 때문에 동맹관계가 위험에 처한 것처럼 걱정했고 미국의 요구를 놀라울 정도로 잘 받아들였다"고 보도했다.워싱턴포스트도 "한미 FTA 추가 협상은 오바마의 승리"라고 표현하며 대한민국측의 양보가 있었음을 보도하기도 했으나 우리 자동차 완성업체 및 부품업체는 한미FTA 자체가 국내 자동차 업계에 '긍정적'이며 특히 부품업체의 대미 수출이 급증할 것으로 평가하였다. 또한 그동안 김종훈 통상교섭본부장이 "점을 하나 빼거나 고치면 그건 수정이다. 그런일은 없을것이다"라고 잘라 말했으나, 이후 말을 바꿔 재협상을 실시하게 된 것은 재협상 반대 여론을 자극시켰다. 결국 김종훈은 국회에 출석하여 ""이런 결과를 가져온 것에 대해 대단히 죄송하다"라며 사과했다. 이명박 대통령은 재협상 논란에 대해 "양보할 수 있는 부분에서 양보함으로써 더 큰 경제적 이익을 얻고자 하는 것"이라고 설명했다.
그러나 자동차 업계에서는 그동안의 불확실성이 사라진데다 자동차 부품업체의 경우 오히려 수출 증가가 예상된다며 한미 FTA 타결을 반기고 있다. 특히 한국자동차공업협회는 이번 한미FTA 최종타결을 환영한다고 밝혔다.협회는 이번 협상타결로 세계 최대 자동차시장인 미국에서의 불확실성이 해소됨으로써 올해 수출 50만대, 현지생산 45만대로 전망되는 한국 자동차의 미국시장 판매확대와 경쟁력 향상에 긍정적인 영향을 미칠 것으로 기대된다고 설명했다.특히 부품관세의 즉시 철폐로 부품수출 중소기업의 수출확대에 기여할 것으로 기대되고, 우리업계 현지 완성차 공장의 경쟁력 향상에도 도움이 될 것으로 예상된다고 덧붙였다.더불어 협회는 미국 소비자들에게 한국산차의 브랜드이미지를 상승시킬 수 있는 기회가 될 것으로 기대되는 만큼 한·미 FTA가 조기에 발효될 수 있도록 비준이 속히 완료되기를 기대한다고 밝혔다.

### 청와대의 반응
청와대는 그간 3년 5개월여 진전을 보지 못하던 한·미 FTA의 비준·발효 추진을 위한 기반 마련했으며, 미국은 내년초에 기존 한·미 FTA 이행법안과 금번 합의내용을 담은 문서를 미 의회에 제출할 것으로 전망한다고 하였다. 또한 전체적으로 양측간 이익의 균형을 확보한 결과 도출되었고, 자동차 분야에서 일부 미측의 우려를 해소하면서도, 자동차 분야에서 상호 적용 및 여타 분야에서 한국의 요구 사항 반영하였다고 평가하였다. 또한 합의내용의 성격상 헌법 60조 규정에 따라 국회 비준 동의 필요한데, 금번 협의 결과, 일부 제한된 분야(특히 관세 양허 조정 및 허가·특허 연계 의무 유예 등)에서 협정의 수정이 불가피하며, 기존 FTA 비준 동의안(본회의 상정 대기중)과 금번 합의 문서에 대한 국회 비준 동의절차는 법제처 및 국회와 협의, 추진하겠다고 하였다.

## 주변국의 반응

### 중화인민공화국
중화인민공화국은 미국의 동북아시아 패권 확대를 매우 우려하면서, 조속히 한중 FTA를 체결하자며, 긴장하는 반응을 보였다. 이번 한미 자유 무역 협정으로 동북아시아에서 영향력 확대를 꾀하고 있던 중화인민공화국은 상당한 충격을 받았으며, 원자바오 중화인민공화국 총리가 중화인민공화국 주재 한국 특파원들을 급히 불러 인터뷰를 하는 등 대책 마련에 고심하고 있다.
중화인민공화국의 저가 정책으로 미국에 수출하고 있는 물건들도 이번 한미 자유 무역 협정으로 피해를 입을 것이 확실시 되며, 결국 수출 악화를 불러 일으킬 것에 대해 우려하고 있다.

### 일본
2010년 대한민국은 공식적으로는 일본과 FTA를 협상 중이다. 그러나 김현종 전 통상교섭본부장은 일본의 농산물 개방이 상당히 미흡하다고 판단하여 일본과의 FTA 협상을 중단시켰다. 이번 한미 자유 무역 협정을 통해 일본과의 농산물 개방에 탄력을 받을 것으로 기대되고 있다. 일본은 결국 시오자키 야스히사 전 관방장관이 2007년 4월 3일, FTA협상 재개를 요청했다.
일본 기업계는 상당히 현재 긴장하고 있는 분위기이다. 이번 한미 자유 무역 협정 타결로 미국에 진출하고 있는 일본 기업들의 가격 경쟁력이 악화될 것으로 우려 되고 있다. 특히, 자동차와 LCD 등은 피해가 막심할 것으로 예상되고 있다.
2010년 12월 5일 한미 자유 무역 협정(FTA)이 타결에 일본의 자동차업계가 위기감을 감추지 못하고 있다. 아사히신문은 7일 '자동차업계 위기감 고조'하는 제목으로 한미 FTA 협상타결로 미국 시장 점유율 경쟁에서 자칫 불리해질 수 있는 일본 자동차업계에 대해 다뤘다.신문은 협정이 발효되고 5년 뒤 양국 간의 관세가 면제되는 것에 큰 우려를 나타냈다. 또 이번 협정 타결로 미국 시장에서 점유율을 점차 늘리고 있는 현대자동차의 성장이 더욱 탄력을 받을 것으로 분석했다.
니혼게이자이신문도 한미 FTA가 발효되면 일본은 핵심 수출품인 자동차 등의 대미 수출에서 심각한 타격을 받을 것이라고 전망하며, 일본의 경우 2009년 기준으로 8조6500억엔의 대미 수출액 가운데 약 60%에 관세가 붙지만 한국은 FTA를 통해 관세가 면제될 경우 일본의 수출 경쟁력이 크게 저하할 것이라고 우려했다.

## 논란
한미 FTA는 참여정부 때부터 시작하여 협상이 진행·타결되었으나 참여정부 인사 중 일부가 한미 FTA에 대한 사과나 입장 변화를 밝히면서 주목받았다. 노무현 정부에서 법무부 장관으로서 한-미 자유 무역 협정(FTA) 비준을 위한 합동 담화문에 서명한 천정배는 2011년 8월 3일 입장을 바꿔 한-미 FTA 비준을 강력 반대한다는 내용의 기고문을 미 의회 소식지 더 힐에 기고했고, 2011년 7월 유시민도 "제가 대통령이었다면 한·미 FTA 하자는 말은 안 했을 것이라고 제가 에둘러 이야기한다"라며 입장변화를 밝히기도 했다.

### 찬성 측 입장
한미 FTA는 무역에 의지하는 대한민국의 입장에서, 특히 그 중에서도 미국에 수출하는 양이 절대적으로 많은 상황에서는 한미 FTA를 체결하면 당장 수출에 청신호가 켜진다. 수출이 활성화할 경우, 국내 경제 성장률은 그만큼 증가하게 된다. 그리고 국내의 경우 해외 자본 투자 증가 및 산업 활성화, 그로 인한 일자리 증가도 예상된다. 정치적인 관점으로 보았을 때 이번 FTA 체결은 한미동맹관계의 개선을 가져올 뿐만 아니라, 대한민국이 동북아의 허브로 발전할 수 있는 중요한 발판을 마련하게 된다.
일본 정부와 민간 연구소는 FTA로 인해 일본이 자동차, 기계, 전자 분야의 수출에서 한국에 밀려 심각한 타격을 받을 것으로 전망한 바 있다. 최병일 이화여대 국제대학원 교수는 "한국은 FTA 허브국가로 도약하게 된다"며 "향후 동아시아 경제동맹 논의 속에서 한국이 주도권을 장악"할 것으로 전망했다.
흔히 언급되는 NAFTA에 대해서도 일부에서는 "이는 미국의 경제규모가 멕시코의 경제규모에 비해 약 20배 이상 크기 때문에 양국간의 무역증대로 인한 실질적 이익배분은 멕시코에 훨씬 유리하게 나타난 것으로 해석될 수 있다"라고 주장하기도 한다.
최석영 통상교섭본부 FTA교섭대표는 한 뉴스기사를 통해 "투자자 국가 분쟁 해결(ISDS)는 대한민국 투자자 보호를 위해 절대 필요하다"고 강조하고 한미 FTA반대와 ISD에 대한 오해에 대한 다음의 중요 반박 내용을 '투자자-국가 간 분쟁해결절차, 공정할 글로벌 스탠다드'라는 자료로 공개했다. 중요 반박 내용은 다음과 같다. "미국 기업이 이 제도로 외국 정부를 제소한 108건중, 승소는 15건, 패소가 22건, 합의 18건이며 국제분쟁해결절차 자체도 미국에 유리한 것이 아니다.", "한미 FTA 협정에서 제3의 의장중재인은 당사자 합의로 선정하고 합의가 이뤄지지 못하면 ICSID 사무총장이 제3국인을 임명하도록 해 중립성을 보장한다", "부동산정책을 포함한 공중보건, 안전, 환경 등 정당한 공공복지 목적의 정책은 ISD 대상이 아니다.", "하지만 호주는 이후 23국과의 BIT에서 대부분 ISD조항을 포함했고 다른 나라와의 FTA에도 이를 도입했다."
참고사항: 지난달 중순부터 트위터, 페이스북 등 사회관계망서비스(SNS)에서 ‘한-미 에프티에이 독소조항 12가지 완벽정리’라는 제목의 문건이 돌아다니고 있다. 이 분야 전문가로 꼽히는 남희섭 변리사는 “협정문과 맞지 않는 잘못된 주장이 많다”며 “정확한 근거 없이 이런 주장을 펴면 정당한 문제제기까지 ‘괴담’이나 ‘유언비어’로 몰릴 수 있다”고 지적했다. 문건 귀퉁이엔 ‘민주노동당’이라고 적혀 있지만 민노당은 공식 자료가 아니라고 부인한다.

### 반대 측 입장
관세에 대해서는 다음의 뉴스 기사가 있다. "우선, 한국은 무엇을 얻었는가. 물론 미국에서의 관세의 철폐이다. 그러나 한국이 수출을 할 수 있는 공업 제품에 대한 미국 쪽의 관세는 이미 충분히 낮다. 예를 들어, 자동차는 겨우 2.5퍼센트, 텔레비전은 5퍼센트 정도밖에 안 된다. 게다가, 미국 쪽의 2.5퍼센트 자동차 관세 철폐는 만일 미국산 자동차의 판매나 유통에 심각한 영향을 끼친다고 미국 기업이 판단하는 경우에는 무효가 된다는 조건이 붙어있다. 또한 원래 한국은 자동차도, 전기 전자 제품도, 이미 미국에서의 현지 생산을 추진해왔기 때문에 관세의 존재는 기업 경쟁력과는 거의 관계가 없다."
참고로 우리가 미국에 파는 상품 중 무선전화기와 반도체등은 이미 무관세품목이며 대한민국의 평균 관세율 7.9%이고 미국은 2.4% 이므로 한미FTA를 통해 당장 실질적 이득을 가져갈 주체는 미국이라는 의견이 있다.
또한 양국에서 어느 쪽이 더 큰 거대기업을 소유하고 있는가도 한미FTA에서 누가 더 큰 이익을 가져갈 것인가의 쟁점이 된다. 그런 와중에 특히 마이크로소프트, 시티은행, 제너럴 일렉트릭 등의 미국의 거대기업들이 한미 FTA 조기 승인 촉구하는 공개서한을 발송한다.('10.7.15)
다음은 관련 다른 뉴스 발췌문이다. "한미 재계회의 회장을 맡고 있는 윌리엄 로즈 씨티은행 회장을 비롯해 골드만삭스, 보잉, 캐터필러, 마이크로소프트(MS), 메트라이프 등 주요기업 대표 20여명은 24일 미 의회에 한미 FTA의 조속한 비준동의를 촉구하는 서한을 보내기로 했다." 미국국제무역위원회(USITC)에서 정리한 한미FTA의 경제적 파장에 대한 리포트에서는 다음과 같이 언급한다. "이것은 지금까지 협상한 FTA중에서 최고의 금융서비스 협상문이다. 금융과 보험 분야에서 한국은 최근에 금융개혁에 많은 진전이 있었지만, 그래도 미국은행에겐 제약이 있었다."라는 내용이다. 대한민국의 재벌기업들이 미국에 대응할 경쟁력을 충분히 갖추었는지, 충분한 세계경쟁력을 갖춘 기업들이 여러 산업분야에 충분히 곳곳에 배치가 되었는지, 왜 미국 초대형기업들과 은행권들이 이렇게까지 한미FTA를 환영하는지에 대한 정확한 평가가 필요한 시점일 수 있다.
또한 다른 주변국들 보다도 빠르게 아시아의 FTA 허브(hub)국가로 도약해야 한다는 찬성쪽 의견은 멕시코에 대한 사례를 보면 설득력이 부족할 수 있다. "이어 멕시코는 2003년 11월 일본과의 FTA 체결을 끝으로 당분간 어떤 나라와도 FTA를 추가로 체결하지 않겠다는 이른바 'FTA 모라토리엄'을 선언했다. NAFTA가 사상 첫 FTA였던 멕시코는 FTA 모라토리엄을 선언하기 전까지 전 세계 42개국과 11개의 FTA를 체결했었으나, 현재 이들 국가와의 무역에서 대부분 적자를 보고 있다"고 말한다.
경제동조화 현상에 대한 관심도 필요하다. 다음의 뉴스기사 발췌문을 보자. "그러나 이렇게 NAFTA를 계기로 미국 경제에 대한 멕시코 경제의 구조적 의존이 깊어지면서 멕시코는 미국에서 상대적으로 가벼운 경기후퇴가 일어나도 엄청난 경기침체를 겪게 되는, 이른바 '경제 동조화' 현상으로 고통받기 시작했다. 2001~2002년 미국에서 경기가 침체되기 시작하자 멕시코의 생산과 고용은 격감했다. 2001년 국내총생산(GDP)은 1% 감소했고 1인당 GDP는 2.5%나 떨어졌다. 특히 NAFTA의 체결로 크게 성장했던 마킬라도라 지역에서는 생산과 고용이 각각 9.2%, 20% 감소했다. 대미 수출도 4.9% 감소했다."고 주장한다. 현재 미국경제가 침체를 겪고 있는 가운데 대한민국이 미국과 경제동조화를 하면 어떤 현상이 대한민국 경제에 미치게 될지에 대한 정확한 분석이 필요할 수 있다.
FTA 독소조항도 문제로 떠올랐다. 한미FTA가 한국법과 충돌하면 한미FTA가 우선된다. 그런데 미국에서는 미국 연방법 심지어 주법까지도 한미FTA와 충돌하면 미국법이 우선된다. 이렇게 된다면 미국의 주 정부가 한국 기업의 시장 진출을 막아도 아무런 문제가 되지 않는다. 반면에 대한민국은 정부를 포함한 모든 공공기관, 심지어 법원까지도 미국 기업을 규제할 수 없다. 규제하면 미국이 투자자소송을 제기할 수 있다고 주장한다.
사실상 이것이 찬성쪽의 의견인 "대한민국 기업에 대한 보호조치"에 대한 반대되는 중요한 의견이며 현 한미FTA를 불평등 조약으로 만드는 요소라고 전문가들은 말한다. 왜냐하면 대부분의 경우 대한민국 기업이 미국에 진출하여 사업을 시작할 경우 해당 주법을 준수할 뿐 연방법을 따르지 않기 때문에 한미FTA의 ISD는 대한민국 미국진출 기업들에 대해서 실제 보호장치의 역할을 하지 않는다고 말한다. 그리고 실제 ISD중에서 미국기업이 패소한 건은 단 한 건도 없다고 말한다.
2009년까지 경제산업성 관료로 재직했던 국립 교토(京都)대 대학원 나카노 다케시(中野剛志·40) 교수는 투자자 국가 분쟁 해결(ISD)의 문제점에 대해 “세계은행 산하 국제투자분쟁해결기구(ICSID)의 소송 심사가 과거 판례의 구속을 받지 않아 결과 예측이 어려울 뿐 아니라 단심제여서 심사가 잘못되더라도 돌이킬 수 없다”고 지적했다. 그러면서 “한마디로 각국이 자국민의 건강·복지·환경·안전을 위한 정책을 스스로 정할 수 없도록 하는 치외법권 규정”이라고 비판하며 한미FTA를 '독만두'에 비유했다.
정태인 새로운사회를여는연구원 원장은 아르헨티나와 캐나다에서 일어났던 분쟁상황에 대해서 다음과 같이 의견을 적었다. "아르헨티나는 약 40건의 투자자 국가제소권을 한꺼번에 맞았어요. 당시 아르헨티나가 외환 위기를 맞아서 여러 가지 긴급조치를 취했습니다. 가령 외국 기업들에게 이윤을 송금하지 못하게 해서 달러가 해외로 나가지 못하게 막았습니다. 달러가 나가면 자국의 돈가치가 더 떨어지니까요. 그러자 미국 기업이 돈을 해외로 못 보내게 해서 자기 이익을 실현하지 못했다고 40건을 제소했습니다. 한 건당 2조만 하면 80조 원입니다. 보통 몇 백 억, 몇 천 억 정도의 벌금이 나옵니다. 문제는 더 있습니다. 이처럼 워낙 엄청난 돈이 걸리니까 세계적인 통상전문가를 고용해야 되겠죠? 그 통상전문가는 전 세계에 몇 명이 안 되고, 대부분 미국인입니다.여태까지 미국 정부는 한 번도 안 졌고, 미국 기업은 다 이겼습니다. 반면 캐나다 정부는 다 졌어요. 우연이 아닙니다."
일반시민에게 와 닿는 한미FTA의 충격은 공공서비스 요금의 인상에서부터 시작한다고 일부는 지적한다. "한미 자유무역협정(FTA)에 전기, 수도, 가스, 철도, 우편 요금에 대한 규정이 있다. 16장의 '지정 독점(designated monopolies)' 조항에서는 이 요금을 '오로지 상업적 고려에 따라서만' 매기도록 원칙으로 정해 놓았다. 다만, 이 의무를 면할 수 있는 예외가 있는데, 여기에는 두 개의 조건이 붙어 있다. 첫째 그 공공 서비스를 판매할 때에 미국 투자나 미국의 서비스 공급자를 차별하지 않고 대우할 것과 둘째 민간 회사와 경쟁하는 시장에서 미국 투자에게 부정적 영향을 미치는 반경쟁적 행위에 직접 또는 간접적으로 관여하지 말 것이다. 국민의 부담과 직결되는 공공요금 산정에 대해, 국가가 공공복리를 고려하여 개입할 자리가 사실상 없게 된다."라고 한다. 한미FTA가 우리사회의 빈익빈부익부 현상에 어떤 파장을 야기할 지에 대한 분석이 필요할 수 있다.
다음의 인용문은 여러 곳에서 주장하는 한미 FTA의 반대 의견을 축약한다. "한미 FTA는 기업의 이익, 그것도 거대 기업의 이익을 보호하는 국제법적 장치이다. 그것은 시민의 공공복리에 봉사하지 않는다. 오히려 시민이 누려온 최소한의 삶의 안전장치마저 기업의 이익을 위해 내어 놓아야 한다."고 말한다."

### 오역 논란
이러한 찬반 논의와는 별개로 기술적으로 영어 협정문 내용이 한국어로 잘못 번역되었다는 문제가 반대 측 송기호 변호사에 의해 제기되어 난항을 겪었다. 이에 대해 외교통상부는 번역 오류를 인정하고 한글본을 재검독하여 총 296건의 번역오류를 정정하였다. 번역 오류를 정정한 협정문은 한-미 양국의 합의서한 교환을 거쳐 2011년 6월 3일자로 공개되었다.

### 국회 비준과 반대 시위

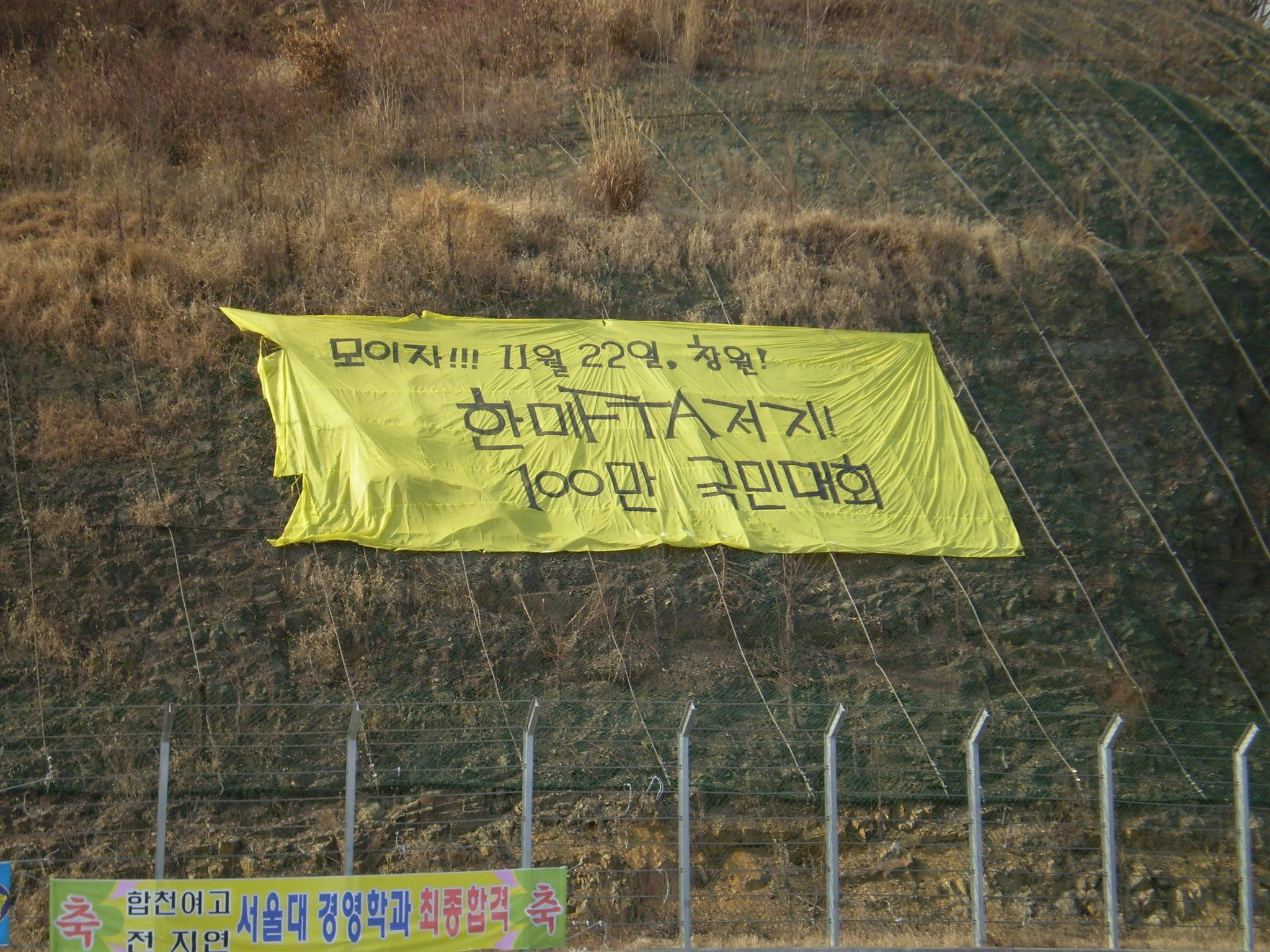
경남 합천의 안티 FTA 현수막.

한미 FTA는 14개월 간의 협상과정 동안, 협상 반대를 주장하는 국민들의 집회와 시위가 끊이지 않았다. 민주노총, 전국농민회총연맹 등 300여 개 시민사회단체가 모여 한미FTA저지범국민운동본부를 결성하여 한미 FTA반대 여론을 조성하고 전국 각지에서 시위를 하였다. 또한 미국에도 소수의 대표단을 보내 원정시위를 하였다.
미국에서는 시위 장소나 방법 등에 대해 별다른 제재를 받지 않아 백악관 앞에서까지 시위를 진행할 수 있었다. 하지만 당시의 한국인 시위단은 물리적인 공격적 시위를 전혀 시도 하지 않았으며 단순한 피켓 시위 등의 방법으로 행동하였다. 그러나 대한민국에서는 시위단이 물리적인 공격적 시위를 시도함으로써 대한민국 정부는 반대 시위에 대해 집회 장소를 엄격히 제한하거나 집회 자체를 불허하고 전국의 전투경찰 병력을 동원하여 차단·진압하였다. 경찰은 시위대의 집회장소 집결을 막기 위해 시위대의 집결과 출발 자체를 차단하여 물리적 충돌과 교통체증 등이 발생하였다. 특히 2007년 3월 10일 광화문 사거리에서 열린 시위를 강제 해산하는 과정에서 취재 기자를 폭행해 물의를 빚기도 했다.
반대 단체의 여러 시위에도 불구하고 결국 협상 타결이 이르러가자 2007년 4월 1일 택시 기사 허세욱은 협상장인 서울 하얏트 호텔 정문 부근에서 분신을 하기에 이르렀고 4월 15일 오전에 사망하였다.
국회법상 한미 FTA 놈에현 의결되기 위해선 재적의원 과반수 출석에 출석의원 과반수 찬성이 충족돼야 한다. 국회 재적의원은 총 295명으로, 148명이 출석해 74명이 찬성하면 한미 FTA 비준안이 승인된다. 2011년 11월 22일 재석 170명에 찬성 151표, 반대 7표, 기권 12표로 국회에서 결의 통과하였다. 그런데 이 비준안 처리는 헌정사상 최초로 비공개로 의결되었다. 한편, 민주노동당 소속 국회의원 김선동은 이 비준안 처리에 반대하여 국회 본회의장 내에서 최루탄을 터뜨리기도 하여 한때 혼란을 빚기도 했으나 이후 비준안은 처리되었다. 이 비준안 처리는 비공개로 주도되었고 민주노동당 대표 이정희의 트위터 메시지에만 의존해 국민들은 국회 상황을 알 수 있었는데, 민주노동당 당직자들과 취재진이 방청석으로 통하는 문 하나를 뜯어내고 본회의장으로 진입해 YTN이 이 비준안 처리 의결 상황을 생중계함으로써 비준안 찬성 국회의원 명단이 확보되었다.

## 협정문

#### 2007년 타결 협정문
- (한국어) 한미 자유 무역 협정 2007년 5월 25일자 협정문
- (영어) 한미 자유 무역 협정 2007년 5월 25일자 협정문

#### 2010년 재협상결과 확인서한
- (영어) 재협상결과 미국측 확인서한
- (한국어) 재협상결과 미국측 확인서한
- (한국어) 재협상결과 한국측 답신서한
- (영어) 재협상결과 한국측 답신서한

#### 2011년 번역 오류 교정 협정문
- (한국어) 한미 자유 무역 협정 2011년 6월 3일자 협정문
- (영어) 한미 자유 무역 협정 최종 협정문

### 미국 측 이행법안
- (영어) 한미 자유 무역 협정 이행법안 및 지원 문서
  - 한미 자유 무역 협정 협정문 전문
  - 미국측 이행법안
  - 협정 이행을 위한 미국 행정부의 조치서
  - 협정에서 진전된 내용에 대한 미국 대통령의 사유서
  - 협정과 미국의 국익이 부합함에 대한 미국 대통령의 사유서

## 같이 보기
- 투자자 국가 분쟁 해결(ISD)
- 개별사건법률 - 법률적으로 ISD는 개별사건법률과 관련된 문제이다.
- 자유 무역 협정
- 환태평양 경제 동반자 협정
- 김영삼 정부
- 노무현 정부
- 이명박 정부
- 김현종
- 김종훈
- 한인도 CEPA
- 민동석
- 하중근
- 허세욱
- 전용철
- 한-EU 자유 무역 협정
- 한-페루 자유 무역 협정(영어판)
- 한-호주 자유 무역 협정
- 역진방지조항(ratchet clause)